# Donald Houston
Donald Houston, nato Donald Daniel Houston (Clydach Vale, 6 novembre 1923 – Coimbra, 13 ottobre 1991), è stato un attore britannico.

## Biografia
Dopo la morte della madre, Donald e il fratello Glyn Houston, anch'egli futuro attore, furono cresciuti a Clydach Vale dalla nonna. Dopo aver lasciato la scuola, il giovane Donald lavorò in una miniera di carbone nella comunità gallese di Tonypandy, prima di intraprendere la carriera di attore. Nel 1940 si esibì sul palcoscenico con i Pilgrim Players. Prestò servizio militare nella Royal Air Force durante la seconda guerra mondiale come mitragliere e ufficiale radiotelegrafista.
Houston iniziò la carriera cinematografica con due film che ottennero un buon successo di pubblico, Incantesimo nei mari del sud (1949), al fianco di Jean Simmons, e A Run for Your Money (1949), accanto ad Alec Guinness. Successivamente interpretò numerosi ruoli da caratterista in film britannici di genere bellico e avventuroso come Berretti rossi (1953), Fuoco sullo Yangtse (1957), Il giorno più lungo (1962), Squadriglia 633 (1964), Dove osano le aquile (1968) e L'oca selvaggia colpisce ancora (1980), spesso interpretando figure autoritarie di militari, che portò anche sugli schermi televisivi. 
Apparve inoltre in alcuni film commedia, come Quattro in medicina (1954) e Dottore nei guai (1963), entrambi accanto a Dirk Bogarde, nel thriller in costume Sherlock Holmes: notti di terrore (1965) e nell'horror Delirious (1973). Il suo ultimo ruolo sul grande schermo fu quello del re Acrisio nell'epico Scontro di titani (1981).
Morì il 13 ottobre 1991, per le conseguenze di un ictus, a Coimbra (Portogallo).

## Filmografia parziale

### Cinema
- A Run for Your Money, regia di Charles Frend (1949)
- Incantesimo nei mari del sud (The Blue Lagoon), regia di Frank Launder (1949)
- Ragazze inquiete (Dance Hall), regia di Charles Crichton (1950)
- Berretti rossi (The Red Beret), regia di Terence Young (1953)
- Quattro in medicina (Doctor in the House), regia di Ralph Thomas (1954)
- Fuoco sullo Yangtse (Yangtse Incident: The Story of H.M.S. Amethyst), regia di Michael Anderson (1957)
- Tre minuti di tempo (The Man Upstairs), regia di Don Chaffey (1958)
- La strada dei quartieri alti (Room at the Top), regia di Jack Clayton (1959)
- Il marchio (The Mark), regia di Guy Green (1961)
- L'eroe di Sparta (The 300 Spartans), regia di Rudolph Maté (1962)
- Il giorno più lungo (The Longest Day), regia di Ken Annakin, Andrew Marton e Bernhard Wicki (1963)
- Dottore nei guai (Doctor in Distress), regia di Ralph Thomas (1963)
- Gli allegri ammutinati del Bounty (Carry On Jack), regia di Gerald Thomas (1964)
- Squadriglia 633 (633 Squadron), regia di Walter Grauman (1964)
- Sherlock Holmes: notti di terrore (A Study in Terror), regia di James Hill (1965)
- La regina dei vichinghi (Queen of the Vikings), regia di Don Chaffey (1967)
- Dove osano le aquile (Where Eagles Dare), regia di Brian G. Hutton (1968)
- Avventura nella giungla (The Bushbaby), regia di John Trent (1969)
- Uccidi uccidi, ma con dolcezza (My Lover, My Son), regia di John Newland (1970)
- Delirious (Tales That Witness Madness), regia di Freddie Francis (1973)
- La nave dei dannati (Voyage of the Damned), regia di Stuart Rosenberg (1976)
- L'oca selvaggia colpisce ancora (The Sea Wolves), regia di Andrew V. McLaglen (1980)
- Scontro di titani (Clash of the Titans), regia di Desmond Davis (1981)

### Televisione
- ITV Play of the Week – serie TV, 4 episodi (1964-1967)
- Agente segreto (Man in a Suitcase) – serie TV, episodio 1x08 (1967)
- Justice – serie TV, episodio 2x03 (1973)
- Gli invincibili (The Protectors) – serie TV, episodio 2x11 (1973)
- Il ritorno di Simon Templar (Return of the Saint) – serie TV, episodio 1x10 (1978)

## Doppiatori italiani
Nelle versioni in italiano delle opere in cui ha recitato, Donald Houston è stato doppiato da:
- Pino Locchi in Quattro in medicina, La strada dei quartieri alti
- Emilio Cigoli in Tre minuti di tempo
- Gualtiero De Angelis in L'eroe di Sparta
- Carlo Romano in Squadriglia 633
- Gianni Bonagura in Sherlock Holmes: notti di terrore
- Paolo Poiret in Scontro di titani